# Маринко Шиљеговић
Маринко Шиљеговић, (Босански Нови, 14. мај 1956) јесте генерал-мајор Војске Републике Српске у пензији.

## Биографија
Рођен је 1956. године у Босанском Новом, од оца Новака (правник) и мајке Душанке (трговац). Поред њега, родитељи су имали још двоје дјеце. Ожењен је и има једно дијете. По националности је Србин. Породична крсна слава је Свети великомученик Георгије — Ђурђевдан (6. мај).
Завршио је Основну школу „Иван Горан Ковачић” у Зеници 1971, Војну гимназију „Братство и јединство” у Београду 1975. (2. класа), Војну академију Копнене војске — смјер артиљеријско-ракетних јединица противваздушне одбране у Београду 1979, Командно — штабну школу Ратног ваздухопловства и противваздушне одбране у Београду 1997. (45. класа) и Школу националне одбране у Београду 2000. (43. класа). Осим редовног војног школовања завршио је већи број курсева у земљи и иностранству: шестомјесечни курс преобуке за ракетни систем ПВО „КУБ”, 1980. Задар; курс за командира батерије, 1983. Сарајево; шестомјесечни курс команданата дивизиона, 1989. Задар; курс за команданта бригаде, 1998. Београд; курс за инструкторе међународног ратног права, 2001. Бања Лука; курс изградња лидера, 2005. Сарајево; основни и напредни курс за медијаторе, 2006. Бања Лука; курс заштита тајних података, 2008. Бања Лука; обавјештајни курс за више руководство, 2011. Сарајево и међународни обавјештајни курс за директоре 2014, Енглеска. Дипломски рад у Командно-штабној академији је „Ангажовање 172. средњег самоходног ракетног пука противваздушне одбране у одбрану територије и групација Војске Републике Српске” и у Школи националне одбране „Организација противваздушне одбране ратишта Републике Српске”. Говори енглески и њемачки језик.
Произведен је у чин потпоручника 1979. године, а унапријеђен у чин поручника 1980, капетана 1983, капетана прве класе 1987, мајора 1993, потпуковника 1995. (ванредно), пуковника 1999. и генерал-мајора 12. маја 2002. (ванредно). Обављао је дужности: командир вода; командир ракетне батерије противваздушне одбране; командир средње самоходне ракетне батерије противваздушне одбране; начелник Одјељења за планирање и обуку у команди бригаде противваздушне одбране; командант дивизиона и командант ракетног пука противваздушне одбране у Војсци Републике Српске; начелник Управе за морал; вршилац дужности начелника сектора за морал, информисање и правне послове; помоћник начелника Генералштаба Војске Републике Српске за Ваздухопловства и противваздушну одбрану; начелник штаба и командант Ваздухопловства и противваздушне одбране Војске Републике Српске. Професионална војна служба му је прекинута 21. јула 2004. године због реформе и трансформације Војске Републике Српске. Након престанка професионалне војне службе запослио се у Министарству одбране Републике Српске као државни службеник и радио на дужности помоћника министра за одбрамбене припреме, попуну и школовање све до укидања овог министарства 2006. године. Од 2007. године ради као државни службеник у Министарству одбране Босне и Херцеговине у Сарајеву на дужности помоћника министра за обавјештајно-безбједносне послове. Учествовао је у Одбрамбено-отаџбинском рату од почетка 1993. до 19. јуна 1996. године био на дужностима командира ракетне батерије противваздушне одбране, команданта дивизиона и команданта пука противваздушне одбране.
Живи са породицом у Бањој Луци.

## Одликовања и признања
Одликован у ЈНА:
- Медаља за војничке врлине,
- Медаља за војне заслуге и
- Орден за војне заслуге са сребрним мачевима.

Одликован у ВРС:
- Карађорђева звијезда трећег реда.

Током службе оцјењиван је осам пута, пет пута оцјеном истиче се и три пута оцјеном нарочито се истиче.